# History 2
H2, History 2 ou History2, é um canal de televisão por assinatura que exibe documentários, pertencente a A&E Networks, canal irmão do History. Atualmente está disponível na América Latina, Reino Unido, Polônia, Países Nórdicos, Croácia, Sérvia, Sudeste Asiático, Oriente Médio e Norte da África. No Brasil é distribuído pela HBO desde 1 de outubro de 2014 quando substituiu o Bio. no país. A versão original lançada nos Estados Unidos, foi substituída em 2016 pelo canal Viceland.
Em 2019, o canal passou pelo seu primeiro rebrand, inclusive com a mudança no nome do canal para History 2 na América Latina (inclusive no Brasil), e para History2 no Reino Unido e na Polônia.
Possui uma programação um pouco diferenciada do seu canal irmão, com uma proposta mais cultural e focada no conhecimento e na história. Entre os programas exibidos estão Humanidade Decifrada, O Universo e 10 Coisas que Você Precisa Saber.
A voz padrão do History 2 no Brasil é do locutor, ator e dublador Fabio Matsuoka.

## Versões
| Mercado                         | Nome      | Predecessor           | Laçamento              | Substituto | Data de substituição    | Ref.        |
| ------------------------------- | --------- | --------------------- | ---------------------- | ---------- | ----------------------- | ----------- |
| Estados Unidos                  | H2        | History International | 26 de setembro de 2011 | Viceland   | 29 de fevereiro de 2016 | [ 2 ] [ 1 ] |
| América Latina                  | H2        | Sony Spin, Bio.       | 2014                   | History 2  | 1 de janeiro de 2019    | [ 3 ]       |
| América Latina                  | History 2 | H2                    | 1 de janeiro de 2019   | —          | presente                | [ 4 ]       |
| Brasil                          | H2        | Bio.                  | 1 de outubro de 2014   | History 2  | 1 de janeiro de 2019    | [ 3 ]       |
| Brasil                          | History 2 | H2                    | 1 de janeiro de 2019   | —          | presente                | [ 4 ]       |
| Reino Unido                     | H2        | Military History      | 4 de maio de 2013      | History2   | 6 de fevereiro de 2019  | [ 5 ]       |
| Reino Unido                     | History2  | H2                    | 6 de fevereiro de 2019 | —          | presente                |             |
| Sudeste Asiático                | H2        |                       | 14 de junho de 2013    | —          | presente                | [ 6 ]       |
| Polônia e Países Nórdicos       | H2        | Military History      | 28 de outubro de 2014  | History2   | 6 de fevereiro de 2019  | [ 7 ]       |
| Polônia e Países Nórdicos       | History2  | H2                    | 6 de fevereiro de 2019 | —          | presente                | [ 8 ]       |
| Sérvia                          | H2        |                       | 12 de abril de 2015    | —          | presente                | [ 9 ]       |
| Oriente Médio e Norte da África | H2        |                       | 1 de fevereiro de 2016 | —          | presente                | [ 10 ]      |
| Croácia                         | H2        |                       | 1 de fevereiro de 2018 | —          | presente                | [ 11 ]      |

## Logotipos

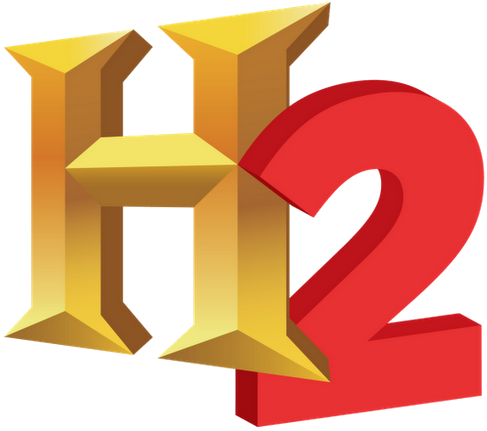
Logotipo do H2.
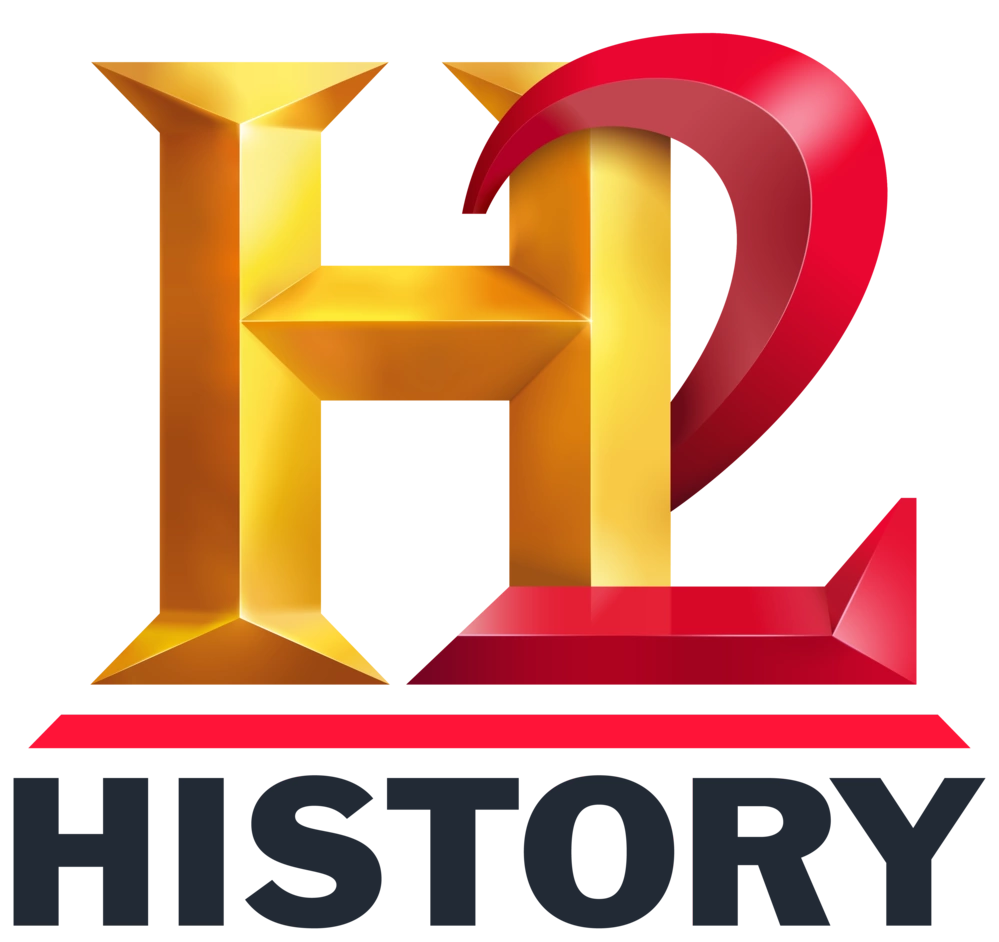
Logotipo do History 2.